# Касли (приток Винки)
Касли — река в России, протекает по Лоухскому району Карелии.
Исток — расположенное на российско-финляндской границе озеро Сууриярви. Высота истока — 275,7 м над уровнем моря. Протекает через озёра Каслиярви, Хангалампи и Малое Хангалампи. Устье реки находится в 12 км по левому берегу реки Винка. Длина реки составляет 11 км.
Примерно в 10 км севернее реки находится МАПП Суоперя.